# Maus und Mystik
Maus und Mystik ist ein Dungeon Crawler und ein kooperatives Brettspiel im Fantasy Genre. Das Spiel wurde von Jerry Hawthorne entwickelt und von Plaid Hat Games 2012 veröffentlicht. Im Spiel stellen die Spieler Fantasy-Charakter dar, die in anthropomorphe Mäuse verwandelt wurden. Diese Charakter befinden sich auf einer Quest um die böse Hexe zu besiegen, die sie verwandelt hat und um das Königreich zu retten. Das Spiel wurde für sein originelles Thema gelobt, bei dem Charakter Knöpfe und Nadeln statt Schilden und Schwertern nutzen und die Charaktere gegen Rattenkrieger und Katzen anstelle von Goblins und Drachen kämpfen müssen.

## Veröffentlichungen
Neben dem Grundspiel wurden weitere Erweiterungen und Szenarien veröffentlicht. Zusätzlich wurden einzelne Ausrüstungskarten als Promo-Artikel veröffentlicht.

### Erweiterungen
- 2013 Maus und Mystik: Herz des Glürm[4]
- 2014 Maus und Mystik: Geschichten aus dem Dunkelwald[5]

### Szenarien
- 2012 Maus und Mystik: Verlorenes Kapitel 1 – Krümelsuche[6]
- 2013 Maus und Mystik: Verlorenes Kapitel 2 – Das Gespenst von Burg Andan[6]
- 2015 Mice and Mystics: Lost Chapter – Portents of Importance (nur auf Englisch verfügbar)[6]

## Auszeichnungen und Nominierungen

### Auszeichnungen
- 2013 wurde das Spiel mit dem Golden Geek für Best Board Game Artwork/Presentation (auf dt.: Beste Illustration/Präsentation eines Brettspiels) ausgezeichnet.[7]
- 2013 wurde das Spiel auf der UK Games Expo als Best Boardgame (auf dt.: Bestes Brettspiel) ausgezeichnet.[8]

### Nominierungen
- 2013 Golden Geek Best Family Board Game[9]
- 2013 Golden Geek Best Thematic Board Game[9]
- 2014 As d'Or – Jeu de l'Année[10]
- 2014 Lys Passioné Finalist

### Rezension
- 2025 hatte das Spiel auf BoardGameGeek eine Wertung von 7,2 von 10.[11]

## Filmadaption
Im Oktober 2018 erwarb DreamWorks Animation die Filmrechte an dem Spiel. Alexandre Aja, ein langjähriger Horrofilm-Regisseur, wurde als Regisseur benannt und ist zusammen mit  David Leslie Johnson-McGoldrick auch der Drehbuchautor. Roy Lee und Jon Berg wurden als Produzenten ernannt.